# 산청간디학교
산청간디학교는 대한민국의 대안학교이다. 1997년에 설립된 대한민국 내 첫 대안학교로서, 경상남도 산청군에 있다.
고등학교 학력이 부여되는 간디고등학교와 학력 미인정 대안학교인 간디중학교를 묶어 부르는 말이다.

## 같이 보기
- 간디고등학교
- 파주자유학교
- 서머힐스쿨
- 자유학교물꼬